# إل.دبليو.سي. فان دن بيرغ
إل.دبليو.سي. فـان دن بيرغ هو قانوني وأستاذ جامعي ومستشرق وسياسي هولندي، ولد في 1845 في هارلم في هولندا، وتوفي في 2 مارس 1927 في دلفت في هولندا. نشط حزبياً في Anti-Revolutionary Party ‏. وقد انتخب عضو مجلس الشيوخ في هولندا ‏ عن دائرة جنوب هولندا (16 مايو 1911 – ).